# Merve Gülaç
Merve Gülaç (Eskişehir, 29 d'agost de 1987) és una jugadora de voleibol turca. En la seva carrera professional va jugar per clubs com ara DSİ Bentspor de la seva ciutat natal, Eskişehir, İller Bankası, MKE Ankaragücü i TED Kolejliler d'Ankara, Bursa Büyükşehirspor de Bursa, Beşiktaş d'Istanbul, i Anakent Belediyespor de Samsun. També va jugar a la selecció nacional universitària de Turquia, 9è lloc al Mundial de 2009.
El 2019 deixa el esport actiu i des de llavors treballa com a entrenadora de voleibol a l'acadèmia de la seva companya Meryem Boz.